# Molly Griggs
Molly Griggs (Fayetteville, Carolina del Norte, 10 de noviembre de 1993) es una actriz estadounidense, conocida por su actuaciones en series como Prodigal Son (2019), FBI: Most Wanted (2020), Dr. Death (2021) y The Residence (2025).

## Biografía
Griggs nació en 1992 en Fayetteville, Carolina del Norte. Hija de Ken y Lindsay Griggs, tiene un hermano llamado Austin y una hermana llamada Laura. Griggs y su familia participaron en el Teatro Regional de Cape Fear, lo que despertó su interés por la actuación. Asistió a la escuela secundaria Terry Sanford en Fayetteville, y a la Universidad Carnegie Mellon en Pittsburgh, donde se graduó con una licenciatura en Actuación.
Apareció en la producción off-Broadway de Linda junto a Janie Dee antes de hacer su debut en Broadway como Minnie Fay en una nueva versión de 2018 de Hello, Dolly! junto a Bernadette Peters. Su primera aparición en una producción para la televisión fue en 2018 cuando apareció en el episodio piloto de la serie dramática de HBO, Succession, junto a Kieran Culkin.
En 2020, fue elegida como parte del elenco de la serie de antología de drama sobre crímenes reales de Peacock, Dr. Death, donde interpretó el papel de Wendy Young, la novia del Dr. Christopher Duntsch. Ese mismo año, también apareció en la serie Prodigal Son. Al año siguiente, se la pudo ver interpretando a Isabelle Carrick en la serie, Servant, del cineasta indio M. Night Shyamalan.
En 2022 apareció como Luna Goodwin, la hija del Dr. Max Goodwin (interpretado por Ryan Eggold), en el drama médico de la NBC, New Amsterdam. En 2024, se planteó la posibilidad de crear una serie derivada de su personaje, con la participación del creador, productor ejecutivo y showrunner de la serie, David Schulner, aunque finalmente el proyecto se abandonó.
En 2023, fue elegida para interpretar a Lilly Schumacher, la secretaria social del presidente Morgan, en la serie de misterio de Shondaland, The Residence. Serie que se estrenó en Netflix en 2025. También en 2025, se la puede ver en Broadway interpretado la obra teatral, John Proctor is the Villain, en el Teatro Booth junto a Sadie Sink y Gabriel Ebert.

## Filmografía
| Año            | Título           | Papel                     | Notas                        | Ref.   |
| -------------- | ---------------- | ------------------------- | ---------------------------- | ------ |
| 2018           | Succession       | Grace                     | 3 episodios                  | [ 4 ]  |
| 2019           | Instinct         | Gemma                     | Episodio «After Hours»       |        |
| 2019           | Bull             | Claire Markes             | Episodio «Separate Together» |        |
| 2019-2020      | Prodigal Son     | Eve Blanchard             | 8 episodios                  | [ 7 ]  |
| 2020-2022      | Servant          | Isabelle Carrick          | 11 episodios                 | [ 8 ]  |
| 2021           | Dr. Death        | Wendy Young               | 6 episodios                  | [ 6 ]  |
| 2021           | Before I Go      | Mujer enojada en el coche | Película; sin acreditar      |        |
| 2021           | Magnum           | Serena                    | Episodio «Til Death»         |        |
| 2022           | New Amsterdam    | Dra. Luna Goodwin         | Episodio: «How Can I Help?»  | [ 9 ]  |
| 2022           | Hide             | Nell                      | Película                     |        |
| 2023           | FBI: Most Wanted | Mavis Kennedy             | Episodio «Wanted: America»   |        |
| 2023           | The Good Doctor  | Harper                    | Episodio «A Blip»            |        |
| 2025           | The Residence    | Lilly Schumacher          | Miniserie; 8 episodios       | [ 11 ] |
| (Fuente: IMDb) |                  |                           |                              |        |